# Estil Lluís XV

Madame de Pompadour, per Maurice Quentin de La Tour, 1755, Louvre, París.

L'estil Lluís XV, vigent entre 1720 i 1760, abans d'influenciar les arts de la seva època (Rococó), és bàsicament un estil de decoració d'interiors i més particularment el resultat d'un avenç tècnic en la fabricació de seients.
És el domini perfecte del muntatge i de la resistència de la fusta que permet suprimir les pesades entretalles, alleugerar les carcasses i gaudir dels peus entallat.
Com gairebé sempre una innovació tècnica posa fi a la repetició dels estils clàssics, que permet explorar noves formes i que posa en marxa l'aparició d'una renovació estilística. Això és particularment visible per a l'estil gòtic, l'estil Lluís XV i l'Art noveau. Tres corrents caracteritzats per les seves línies corbes i per l'adquisició del domini d'un material: la pedra per al primer, la fusta per al segon, el metall per al tercer.
Els inventors de l'estil Lluís XV són vertaders creadors en el sentit modern del terme, que revolucionen la manera de considerar el mobiliari i la decoració d'interiors.
- Mobles d'estil Lluis XV